# Aspidoproctus congolensis
Aspidoproctus congolensis är en insektsart som beskrevs av Albert Vayssière 1926. Aspidoproctus congolensis ingår i släktet Aspidoproctus och familjen pärlsköldlöss.
Artens utbredningsområde är Kongo-Kinshasa. Inga underarter finns listade i Catalogue of Life.